# Tom Barras
Thomas Elliott "Tom" Barras, född 7 januari 1994, är en brittisk roddare.

## Karriär
I oktober 2017 vid VM i Sarasota tog Barras i singelsculler.
I juli 2021 vid OS i Tokyo tog Barras silver tillsamamns med Harry Leask, Angus Groom och Jack Beaumont i scullerfyra. I september 2022 vid VM i Račice tog han silver tillsamamns med Harry Leask, George Bourne och Matthew Haywood i scullerfyra.